# Сербская добровольческая гвардия
Се́рбская доброво́льческая гва́рдия (серб. Српска добровољачка гарда) — добровольное паравоенное формирование, созданное и возглавляемое Желько Ражнатовичем (Арканом), существовавшее во время Югославских войн.
СДГ — или, как её ещё называли, «Ти́гры А́ркана» (серб. «Арканови тигрови») — воевала в Хорватии (1991—1992 гг.) и Боснии и Герцеговине (1992—1995 гг.).

## История
Сербская добровольческая гвардия была создана 11 октября 1990 года 20 добровольцами из числа фанатов белградского футбольного клуба «Црвена Звезда» у монастыря Покайница в селе Радовань, где 13 июля 1817 года был убит Карагеоргий. Возглавил СДГ лидер фанатской группировки «Делие» Желько Ражнатович по прозвищу Аркан.
После битвы за Вуковар в конце ноября 1991 года правительство тогдашней Республики Сербская Краина передало СДГ брошенные ЮНА казармы в Эрдуте (Западная Славония), где разместились штаб-квартира и тренировочный центр Гвардии. В Сербской Краине «Тигры» отвечали за оборону республики от хорватских войск, стремившихся ликвидировать Краину, дабы восстановить территориальную целостность Хорватии (им это удалось в результате операции «Буря» в сентябре 1995 года). Также СДГ занималось поддержанием правопорядка, выполняя функции милиции.
Ражнатович утверждал, что у «Тигров» с самого начала была установлена строжайшая дисциплина: например, за употребление спиртного полагались телесные наказания. Сам Аркан говорил по этому поводу: «В Гвардии нет пьяного героизма».
Весной 1992 года в Гвардию пришёл Милорад Улемек по прозвищу Легия, только что вернувшийся со службы во Французском иностранном легионе. У Улемека было то, чего не было у остальных членов СДГ, в том числе у их командира — профессиональная военная подготовка: Легия воевал в Персидском заливе.
Сначала Улемек выполнял функции помощника командира и инструктора: его основной задачей являлась подготовка вновь прибывающих добровольцев. Занятия проводились по той же системе, что и во Французском легионе, с одной только разницей, что для поступления в Легион необходимо пройти строгий отбор, а в СДГ принимались все желающие. Однако подготовка, проводимая Улемеком, оказалась такой, что за всё время участия в двух войнах невосполнимые потери Гвардии составили лишь около 50 человек.
Позднее, в 1994 году, из самых способных бойцов «Легией» был создан спецназ «Супер тигры» (серб. «Супер тигрови»), подчиняющийся СДГ.
Кроме боёв за РСК Гвардия принимала активное участие в таких событиях, как освобождение от войск армии БиГ городов Биелина и Зворник, восстановление автономии «Республика Западная Босния» (операция «Паук»).
Распущена после окончания Боснийской войны в апреле 1996 года.

## Женщины в СДГ
В отличие от многих других воинских соединений и формирований во время Югославских войн, в СДГ принимались и женщины. Кроме службы на кухне или в санитарном батальоне многие из них брали оружие и воевали на первой линии фронта наравне с мужчинами, за что пользовались огромным уважением среди последних.

## Политическая ориентация
Взгляды, которые Желько Ражнатович излагал в различных интервью, позволяют многим исследователям относить «Тигров» вместе с их командиром к неочетникам.

Задар, Шибеник, Дубровник, Сплит — это сербские города, в которые силой вселились католики. Наконец пришло время их оттуда выгнать. Мы боремся за полное возвращение границ бывшей Югославии, так как это сербские границы. Словения снова будет Сербская Словения, Хорватия — Сербская Хорватия, Босния — Сербская Босния, Македония — Сербская Македония. Словения должна стать сербской, потому что я там родился, и потому что словенцы объединились с нашими врагами — усташами, поэтому мы должны нанести им военное поражение, а победитель имеет право по своему желанию проводить границы и давать завоёванным территориям имена, какие хочет.

Следует добавить, что Аркан никогда не признавал сотрудничества СДГ в той или иной форме с официальными властями в Белграде. Отрицал он и факт знакомства со Слободаном Милошевичем, несмотря на знаменитую фотографию, сделанную на похоронах генерала МВД Сербии Радована «Баджи» Стоичича, на которой он выглядывает из-за левого плеча Милошевича. Аркан утверждал, что в тот момент стоял за десять метров от Милошевича, и снимок — результат профессиональных уловок фотографа.
За защиту границ Республики Сербской командир СДГ получил высшую награду республики — Звезду Карагеоргия, которую вручил ему тогдашний президент РС Радован Караджич. А вот с генералом Ратко Младичем, бывшим в то время начальником Генштаба Войска Республики Сербской, отношения у «Тигров» складывались плохо. Позже Ражнатович в своих интервью жёстко критиковал Младича, говоря, что тот никогда не стрелял, разве что на свадьбе и в воздух, никогда не был на первой линии фронта, и в негативном свете выставил сербов перед всем миром, отдав приказ на осаду Сараева. «Для чего-то другого, — по-простому объяснял Ражнатович, — требуется иметь яйца».

## Обвинения в военных преступлениях
23 сентября 1997 года прокурором Международного трибунала по бывшей Югославии Луизой Арбур против Желько Ражнатовича (Аркана) были выдвинуты обвинения, касающиеся событий сентября 1995 года в населённых пунктах Сански-Мост, Трново (Босния и Герцеговина) и их окрестностях. Ражнатович обвинялся как тогдашний командир СДГ (т. н. «командная ответственность»). Обвинительное заключение, сначала державшееся в секрете, как это предусмотрено политикой МТБЮ, 31 марта 1999 года всё-таки было обнародовано, поскольку возникли предположения, что Аркан может участвовать в Косовской войне.
В 1992 году получили распространение фото, сделанные американским фотографом Роном Хавивом в Биелине, на которых запечатлены тела трех человек, по утверждению Хавива, убитых бойцами СДГ.

## Участие в Косовской войне
Несмотря на распространённое заблуждение, участия в Косовской войне СДГ не принимала. Это не мешало бывшим бойцам и командирам Гвардии поступать на службу в армию или милицию Сербии и в их составе отправляться в Косово. Более того, Желько Ражнатович «Аркан» летом 1998 года публично призвал их это делать.
Милорад Улемек «Легия», сразу после роспуска СДГ перешедший с подчинявшимся ему спецназом «Супер тигры» в спецназ Департамента Государственной Безопасности Сербии «Красные Береты» (серб. «Црвене Беретке»), в 1999 году отправился на косовский фронт уже в звании полковника СГБ Сербии, являясь командиром всех «Красных беретов».
Сам же Ражнатович заявлял, что вновь соберёт Гвардию только в случае наземной операции НАТО в Косове. В то время периодически появлялись утверждения, что «Аркан» всё-таки осуществляет командование некоторыми соединениями сербской армии: так, например, после бомбардировки авиацией НАТО посольства КНР в Белграде некоторые СМИ поспешили сообщить, что целью была примыкающая к зданию посольства гостиница «Югославия», в которой якобы находился командный штаб «Тигров». Позднее эта информация подтверждена не была.

## Командиры СДГ после её роспуска
Вернувшись в 1996 году в Белград, Желько Ражнатович (Аркан) купил футбольный клуб «Обилич», находящийся в то время во втором дивизионе, и окончил Высшую тренерскую школу в Белграде, защитив диплом на тему «Мотивация игрока перед матчем». В сезоне 1997—1998 гг. «Обилич» стал чемпионом Югославии, однако к выступлениям в Лиге чемпионов УЕФА сперва допущен не был: сказалось неоднозначное прошлое владельца, после чего Ражнатович был вынужден переоформить клуб на свою жену. Кроме «Обилича» он владел транспортными фирмами, частью гостиницы «Югославия» в Белграде, сетью казино, кондитерских, пекарен и модных магазинов.
15 января 2000 года Желько Ражнатович (Аркан) вместе с двумя знакомыми был застрелен в холле белградской гостиницы «Интерконтиненталь». Позднее за это убийство к 30 годам заключения были приговорены Добросав Гаврич, Милан Дюришич и Драган Николич. Имена заказчиков убийства остались невыясненными.
Милорад Улемек (Легия) после возвращения из Косова продолжил командовать спецназом СГБ Сербии «Красные береты». Параллельно с этим написал несколько книг, в том числе о своей службе во Французском иностранном легионе. Во время событий 5 октября 2000 года вместе с другими командирами армии и милиции перешёл на сторону Воислава Коштуницы и Зорана Джинджича.
Вскоре после убийства весной 2003 года премьер-министра Сербии Зорана Джинджича был арестован, а «Красные береты» были расформированы. Сам Легия, сменивший фамилию на Лукович, за организацию убийств Джинджича и Ивана Стамболича, а также за организацию покушения на Вука Драшковича был приговорён к 40 годам заключения.
После провозглашения независимости Косова Легия обратился к властям Сербии с просьбой отправить его на фронт. Просьба осталась без внимания.